# Backomyia seminoensis
Backomyia seminoensis is een vliegensoort uit de familie van de roofvliegen (Asilidae). De wetenschappelijke naam van de soort is voor het eerst geldig gepubliceerd in 1971 door Lavigne.